# Дан Гърни
Даниел „Дан“ Секстън Гърни (на английски: Daniel Sexton Gurney) е американски пилот и конструктор от Формула 1. Роден е на 13 април 1931 година в Порт Джефърсън, Ню Йорк, САЩ. Дан Гърни е една от най-забележителните фигури в историята на американските автомобилни състезания. Печелил е 24-те часа на Льо Ман, участвал е в Инди 500 и във Формула 1.
Единственият американец печелил кръг от състезанията във Формула 1 с болид, собствена разработка — „Игъл“ („Eagle T1G“)

### Победи във Формула 1
| N | Година | Дата | Пилот     | Двигател     | Гуми | Голяма награда | Писта | Статистика |
| - | ------ | ---- | --------- | ------------ | ---- | -------------- | ----- | ---------- |
| 1 | 1967   |      | Дан Гърни | Игъл-Уеслейк | Г    | ГП Белгия      | Спа   | Статистика |